# Arjuna
Arjuna (Sanskrit: अर्जुन, IAST:  arjuna) hay A-chu-na (阿周那) là một nhân vật trung tâm của sử thi Ấn Độ cổ đại  Mahabharata . Arjuna là con trai của Pandu trong Vương quốc Kuru. Ở kiếp trước, ông là một vị thánh tên Nara, người đồng hành trọn đời của một vị thánh khác, Narayana, một hóa thân của Vishnu đã tái sinh thành Krishna. Ông là anh em thứ ba của Pandava và đã kết hôn với Draupadi, Ulupi, Chitrāngadā, và Subhadra (em gái của Krishna và Balarama) vào những thời điểm khác nhau. Bốn đứa con của ông bao gồm Srutakarma, Iravan, Babruvahana và Abhimanyu. Arjuna là một  Atimaharathi  và bằng 12 Maharathi.